# نايجل جيبس
نايجل جيبس (بالإنجليزية: Nigel Gibbs)‏ (20 نوفمبر 1965 سانت ألبانز المملكة المتحدة - ) هو لاعب كرة قدم بريطاني.

## روابط خارجية
- نايجل جيبس على موقع قاعدة بيانات كرة القدم.إي يو (الإنجليزية)
- نايجل جيبس على موقع Soccerbase.com (لاعب) (الإنجليزية)
- نايجل جيبس على موقع Soccerbase.com (مدرب) (الإنجليزية)
- نايجل جيبس على موقع عالم كرة القدم.نت (الإنجليزية)